# Roland Wieser
Roland Wieser (Zschopau, 6 maggio 1956) è un ex marciatore tedesco.

## Palmarès

### Olimpiadi
- 1 medaglia:
  - 1 bronzo (Mosca 1980 nella marcia 20 km)

### Europei
- 1 medaglia:
  - 1 oro (Praga 1978 nella marcia 20 km)

### Coppa del mondo
- 1 medaglia:
  - 1 argento (Valencia 1981 nella marcia 20 km)